# Clemens Reifert
Clemens Reifert (* 2. November 1807 in Frankfurt am Main; † 8. Oktober 1878 in Frankfurt-Bockenheim) war ein deutscher Unternehmer und Mitglied der kurhessischen Ständeversammlung.

## Leben
Clemens Reifert war ein Sohn des Fabrikanten Johann Konrad Reifert (1781–1856) und dessen Ehefrau Maria Margaretha Reifert geb. Götz. Wie sein Vater war er in Bockenheim mit der Fabrikation von Kutschen und Eisenbahnwaggons beschäftigt. Er wandelte sein Unternehmen in den Gründerjahren in eine Aktiengesellschaft um, die aber bereits 1875 liquidiert wurde. 
Reifert betätigte sich politisch, hatte in den Jahren von 1858 bis 1862 für den Wahlkreis Gelnhausen ein Mandat für die Zweite Kammer der kurhessischen Ständeversammlung und war im direkten Anschluss bis 1863 Mitglied des Parlaments.